# エスカ地下街
エスカ地下街（エスカちかがい）は、名古屋駅太閤通口駅前広場の地下に設けられている地下商店街である。運営は株式会社エスカが行っている。

## 概要
エスカ地下街は、1964年（昭和39年）の東海道新幹線開業に伴い愛知県名古屋市中村区椿町に整備された、名古屋駅西口駅前広場の地下に設けられた地下街である。「エスカ（ESCA）」の名称は"EKINISHI SHOPPING CENTER AVENUE"のアクロニムであり、名古屋駅の新幹線改札口から最も近い商業施設である為、土産物店が並ぶコーナーや味噌カツ・味噌煮込みうどん・きしめん・名古屋コーチンなどの名古屋めしを食べられる飲食店街などが整備され、観光客に便利な地下街となっている。
地下街の構造としては、ほぼ同じ時期に建設されたJR名古屋駅東側の地下街ユニモールと同様に、地下1階部分が店舗フロア、地下2階が公共駐車場となっている。JR名古屋駅のコンコースの地下に所在する名古屋市営地下鉄桜通線名古屋駅と地下街ファッションワンを経由する形でユニモールと連絡しているが、このルートは名鉄電車や地下鉄東山線の線路をくぐるなど上下動を多く要するので、駅東側の地下街との連絡は通常は名古屋駅のコンコースを通行することとなる。
名古屋駅西口を出てすぐのところにエスカレータ付のメインの入り口がある。名古屋駅西口前を南北方向に走る市道椿町線を越えた西側に位置するビックカメラや河合塾といった施設へ向かう際のルートとしても用いられる。
2009年（平成21年）から地上デジタルテレビ放送およびAM・FMの放送が受信できるようになった。また2013年（平成25年）からWiMAX（2月15日から）や交通系電子マネー（4月1日から）が利用可能にもなっている。
2016年（平成28年）、SKE48がESCA45th広報大使に就任する。この関係はその後も続いており、翌2017年は「この気持ちESCAレート♡ ワンダ―エスカ!!みんなでつくる46th」と銘打ちメンバー全員でキャンペーン、2018年（平成30年）は若手中心メンバーの小畑優奈をメインビジュアルに起用し「吸引力エスカ」と銘打って関係を継続していた。